# 크뢰즈주의 아롱디스망
크뢰즈주의 아롱디스망에는 총 2개가 있다.
- 오뷔송 아롱디스망 (준주도 : 오뷔송)은 6개의 캉통과 118개의 코뮌이 속해 있다.
- 귀에레 아롱디스망 (코트도르 주의 주도 : 귀에레)은 7개의 캉통과 140개의 코뮌이 속해 있다.

## 역사
- 1790년 : 크뢰즈 주 신설, 7개 디스트리크 설치 - 오뷔송, 부르가뇌프, 부사크, 에보, 펠탱, 귀에레, 라수테렌
- 1800년 : 아롱디스망 설치 - 오뷔송, 부르가뇌프, 부사크, 귀에레
- 1926년 : 부르가뇌프 아롱디스망과 부사크 아롱디스망 폐지